# Stefano Manca di Tiesi
Stefano Manca di Tiesi, marchese di Villahermosa e Santa Croce (Cagliari, 20 novembre 1767 – Genova, 16 luglio 1838), è stato un nobile e generale italiano, che fu insignito da re Carlo Felice del Collare dell'Ordine supremo della Santissima Annunziata e della Gran Croce dell'Ordine dei Santi Maurizio e Lazzaro.

## Biografia
Nacque a Cagliari il 20 novembre 1767, figlio di Don Giacomo e di Donna Caterina Aymerich dei Marchesi di Laconi. Frequentò sin da giovanissimo, come Paggio d'Onore, la Corte Reale dei Savoia a Torino dove ricoprì moltissimi incarichi, dapprima puramente onorifici e in seguito militari, che gli valsero una eccezionalmente veloce carriera. Divenuto cornetta nel Reggimento "Dragoni del Chiablese" il 22 aprile 1784, fu promosso tenente il 3 agosto 1786 e divenne aiutante maggiore nel reggimento all'età di ventun anni, nel 1788.
Massone dal 1790, in quell'anno re Vittorio Amedeo III lo nominò secondo scudiero e gentiluomo di bocca di Carlo Felice duca del Genevese e di Benedetto Placido conte di Moriana, e poi gentiluomo di camera nel 1795. Tali cariche lo introdussero nella vita privata dei due principi di cui divenne grande amico e consigliere in quanto quasi loro coetaneo. In servizio con la Regia Armata Sarda nel corso della prima coalizione, divenne capitano applicato allo Stato Maggiore Generale dal 2 gennaio 1794, distinguendosi nel corso della guerra delle Alpi, dove rimase due volte ferito, durante i combattimenti al Piccolo San Bernardo e seguendo poi le vicende dell'esercito nella campagna del 1796. Quando nel 1798 la Corte sabauda dovette abbandonare Torino a causa degli avvenimenti politici fu uno dei pochi fedelissimi ufficiali a non abbandonare il re Carlo Emanuele IV, e si occupò della spedizione di tutto ciò che poteva essere necessario ai Reali in esilio in Sardegna. La sistemazione dei Sovrani e del loro seguito presso il Palazzo del Viceré a Cagliari non fu facile, visti i ridotti spazi in cui i Reali furono costretti ad adattarsi durante il loro soggiorno. Divenuto cornetta delle Guardie del corpo del Re il 12 settembre 1799), venne incaricato della riorganizzare del Reggimento "Dragoni leggeri di Sardegna" impiegando le 36.000 lire piemontesi donate dal duca di San Pietro.
Considerato un reazionario, fu comunque promotore del museo e della società agraria di Cagliari di cui fu presidente dal 1804, anno in cui assunse il titolo di marchese di
Villahermosa e Santa Croce, donatogli dallo zio materno don Alberto Genoves duca di San Pietro, unitamente ai feudi connessi.
Capo della casa particolare del viceré, il quale soggiornava abitualmente nella sua villa di Orri, nel 1805 sposò donna Anna Maria Manca Amat dei duchi dell'Asinara, sua cugina e nipote di don Luigi Amat dei baroni di Sorso, insignito del Collare dell'Ordine supremo della Santissima Annunziata. Con il definitivo trasferimento della corte vicereale a Cagliari nel 1806, fu sostituito nell'incarico di capo della casa particolare da Stanislao Cordero di Pamparato conte di Roburent, suo omologo presso il re Carlo Emanuele IV. In compenso fu creato marchese, gentiluomo di camera e primo scudiero del principe Carlo Felice, piccolo grande di corte, gran maestro delle cerimonie, colonnello di cavalleria e tenente comandante in seconda della guardie del corpo (3 settembre 1806, in subordine a Emanuele Pes di Villamarina).
Nel 1807 accompagnò Carlo Felice a Palermo per partecipare alle nozze del duca con Maria Cristina di Borbone, figlia di re Ferdinando IV di Napoli e della regina Maria Carolina. Guadagnatosi la fiducia della regina di Napoli, in seguito fu per molti anni suo emissario di fiducia nei rapporti tra lei, la figlia ed il genero, come testimoniano le numerose lettere custodite nell'archivio di Orri. In quella occasione, il 19 aprile 1807, fu insignito della Croce di Cavaliere dell'Insigne e reale ordine di San Gennaro. Sempre partecipe delle vicende famigliari della dinastia sabauda, fu testimone di nozze della principessa Maria Beatrice Vittoria, figlia di Vittorio Emanuele I, in occasione delle sue nozze con Francesco IV di Modena celebrate nel Duomo di Cagliari nel 1811.
A seguito della congiura cagliaritana fu incaricato di elaborare il progetto di epurazione e di riduzione delle truppe approvato dal congresso militare il 19 novembre 1812. Tornato in auge durante la seconda vice reggenza di Carlo Felice, dopo la restaurazione fu promosso maggior generale il 5 gennaio 1815, comandante la 3ª Compagnia (sarda) delle guardie del corpo del Re il 30 dicembre 1815. Insignito della Gran Croce dell'Ordine dei Santi Maurizio e Lazzaro, fu elevato al rango di tenente generale nel 1820, e nominato Cavaliere dell'Ordine supremo della Santissima Annunziata il 2 ottobre 1821, in quello stesso anno fu invitato come deputato dei Tre Stamenti alla Corte di Torino per presentare gli omaggi al nuovo re Carlo Felice. A seguito di Carlo Felice prese parte al Congresso di Verona del 1822, e in quella occasione fu decorato dall'Imperatore d'Austria della Gran Croce dell'Ordine reale di Santo Stefano d'Ungheria e dallo Zar Alessandro I delle insegne dell'Ordine Imperiale di Sant'Aleksandr Nevskij. Fu lui a consigliare re Carlo Felice di non lasciare la successione alla sorella affinché non salisse sul trono il cognato duca di Modena, e di rassegnarsi a trasferirla ai Carignano riabilitando pienamente il principe Carlo Alberto. Ispettore generale incaricato delle incombenze fissate dal re per la scuola teorico pratica delle guardie del corpo (5 agosto 1823), fu Carlo Alberto a nominarlo generale d'armata] e gran maestro dell'artiglieria nei Regi Stati (9 settembre 1831), carica solitamente riservata al Principe Ereditario. Si spense a Genova il 16 luglio 1838.

### Annotazioni
1. ↑  Carlo Felice, duca del Genevese, decise di sistemarsi in una ala del Palazzo Vescovile ma, soprattutto in inverno e primavera, amava soggiornare a lungo nella villa dell'amico fraterno Stefano ad Orri, costruita all'incirca tra il 1799 ed il 1801.
2. ↑  Nominato comandante della compagnia con la seguente motivazione: non isfuggirono alla nostra ricordanza le tante prove che ce ne ha esibite nei servizi lodevoli, che per lungo corso di anni ha prestato a Noi ed ai fratelli miei amatissimi, sia nelle circostanze di guerra esponendo valorosamente la propria vita per la difesa della nostra Corona, sia in momenti più tranquilli, occupandosi dell'organizzazione delle nostre truppe in Sardegna e nel particolare nostro servizio, sia finalmente nei tempi più difficili, seguendo Noi e la Nostra famiglia ovunque fummo tratti dalle circostanze, e mostrandosi mai sempre, ad ogni prova tutto a Noi consacrato [...].

### Fonti
1. 1 2 3 4 5 6 7 8 9 10 11  Ilari, Shama 2008, p. 308.
2. 1 2 3 4 5 6 7 8 9 10 11 12 13  Ezio Cristina.